# Mozota
Mozota és un municipi de la província de Saragossa situat a la comarca de Saragossa. El nom prové del mot àrab موسطة, que significa ‘punt central’.